# Голицын, Александр Борисович
Князь Алекса́ндр Бори́сович Голи́цын (28 сентября 1792, Москва — 20 января 1865, Санкт-Петербург) — участник войны 1812 года, ординарец М. И. Кутузова, полковник (1819). Действительный статский советник (1833). Саратовский губернатор (1826—1830). Владимирский губернский предводитель дворянства (1824—1826,1839—1842).

## Биография
Из четвёртой ветви княжеского рода Голицыных, правнук генерал-фельдмаршала М. М. Голицына. Сын генерал-лейтенанта князя Бориса Андреевича Голицына (1766—1822) и княжны Анны Александровны Багратион-Грузинской (1763—1842), внучки картлийского царя Бакара III и правнучки А. Д. Меншикова.
Князь Александр Борисович был записан на гражданскую службу в главный архив Коллегии иностранных дел. В 1807 году перешёл на военную службу в лейб-гвардии Егерский полк, позднее поступил в лейб-гвардии Конный полк. 6 июля 1808 года в возрасте 16 лет был произведён из штандарт-юнкеров в корнеты. Вместе с отцом и братьями Андреем и Николаем участвовал в Отечественной войне 1812 года и Заграничных походах 1813—1814 годов. Во время сражения под Витебском Голицын был ранен и более недели залечивал раны в Смоленске в доме купца третьей гильдии Петра Ивановича Медосытова. При Бородино князь Александр Борисович состоял ординарцем при М. И. Кутузове. Награждён орденами Святой Анны 2 степени и Святого Владимира 4 степени с бантом. За храбрость, проявленную в Кульмском сражении, ему были пожалованы алмазные знаки к ордену Святой Анны, а за сражение при Фер-Шампенуазе — золотая шпага с надписью «За храбрость».
2 октября 1814 года князь Голицын назначен адъютантом к великому князю Константину Павловичу. В 1816 году произведён в ротмистры, 4 октября 1819 года — в полковники. В 1820 году вышел в отставку с мундиром.
Оставив военную службу, Александр Борисович занялся винными откупами в Енисейской и Иркутской губерниях. Один из красноярских поэтов-любителей написал популярную эпиграмму на князя: «Дед твой водил полки, а ты что делаешь — ты строишь кабаки». Сам комиссионер и откупщик князь Александр Борисович располагался в Красноярске по ул. Благовещенской, рядом с одноимённой церковью в доме Ларионовых. Управление же в приенисейских уездах он осуществлял через поверенных. Однако вскоре из-за административно-территориальных изменений произошло значительное усложнение финансовых расчётов, что в свою очередь привело к появлению недоимок по винной и питейной части:
По данным Министерства финансов за 1823—1827 годы, на А. Б. Голицыне числилось задолженность в 59 942 рубля 13 копеек истинных, прибыльных и провозных денег. Эту недоимку рассрочили на 4 года, утешившись тем, что в залоге под обеспечение князь давал два своих винокуренных завода в Курской губернии стоимостью в 41 560 рублей 26 копеек.
В 1824 году избранный на должность владимирского уездного предводителя дворянства князь Голицын, принял самое деятельное участие в перестройке Дворянского дома во Владимире, пригласив для составления проекта московского архитектора Василия Григорьевича Дрегалова. В ноябре 1831 года «знак памяти и благодарности» в одной из комнат дома была установлена серебряная доска длиной 1 аршин 2 вершка и шириной 12 вершков с надписью медными позолоченными буквами: «Попечением господина губернского предводителя князя Александра Борисовича Голицына сей дом соорудило Владимирское дворянство 1826 года».
В 1826 году князь Александр Борисович хлопотал за родственницу княгиню Екатерину Трубецкую, которая последовала в ссылку за своим мужем, осужденным после разгрома восстания декабристов. Являясь доверителем иркутского купца и городского головы Ефимия Андреевича Кузнецова, князь обратился к последнему с просьбой подготовить для Екатерины Ивановны квартиру. Советник Иркутского губернского правления П. Здор в апреле 1828 года дал показания:
Кузнецов же потому более спешил к ним, как он проговаривал мне, что тут был Трубецкой, о котором писал ему доверитель его кн. Голицын, чтобы заготовлена была квартира для жены его, которая вслед за ним в Иркутск прибудет.
Приехав 16 сентября 1826 года в Иркутск, Трубецкая остановилась в доме Кузнецова; позднее там же в январе 1827 года жили княгиня М. Н. Волконская и А. Г. Муравьёва.

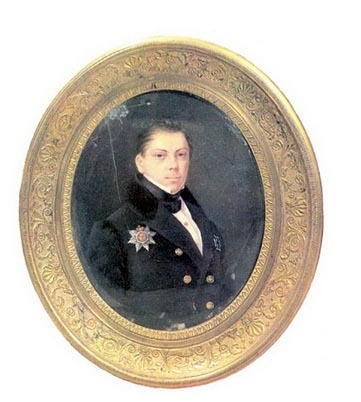
Портрет сер. XIX в.

Занимался князь и благотворительной деятельностью. В Каменском винокуренном заводе, который был построен недалеко от города Енисейска , 5 июля 1828 года была заложена каменная церковь имени Святителя Чудотворца Николая. Денежное пожертвование на строительство среди прочих выделил и «содержатель винного откупа в Енисейской губернии г. действительный статский советник и кавалер князь Александр Борисович Голицын».
17 ноября 1826 года князь Голицын был назначен саратовским губернатором. Вступив в управление губернией, Александр Борисович столкнулся с полным беспорядком при ведении дел. Именно новый губернатор добился от казны выделения средств на внутреннюю перестройку и на мебелирование помещений, том числе покупку столов, шкафов и стульев. Были введены правила ведения документации. Для чиновников пошита форменная одежда.
Князь зарекомендовал себя как ярый борец со взятничеством, при этом доходя до крайности: служащие «испорченной нравственности» «просто не вылезали с гауптвахты и из-под ареста». Губернатор преследовал и начальников, подозреваемых во взятках. Сам же князь «имел небольшое число прислуги, только две тройки лошадей, и разъезжал не в карете, а в открытом экипаже, без казака и жандарма». Отстранив от службы многих чиновников, Голицын нанял новых, более образованных, некоторые из них были приглашены из столицы. Обнаружив «толковость и добросовестность», губернатор продвигал их по карьерной лестнице и повышал жалование.
И надо отдать должное его усилиям: губернское правление при нем обрело приличный вид, и эффективность его работы значительно повысилась.
Голицын был деятельным борцом и с расколом. Посещая староверские монастыри, Голицын не брезговал шантажом и передёргиванием фактов, принуждая настоятелей к переходу в единоверие. Получив поддержку главы епархии Иринея, князь отправил в министерство внутренних дел проект по борьбе с расколом, который вскоре был утверждён. Основным его предложением было объявление, что «что все привилегии и вольности, данные старообрядчеству в предыдущие царствования, касались не старообрядческих обществ и вероисповедания в целом, а только лиц, живших в момент обнародования соответствующих законов или указов.» Таким образом, аннулировав указы и законы о веротерпимости и о свободах старообрядческих общин Екатерины II, Павла I и Александра I, правительство получало возможность для закрытия монастырей, церквей, роспуска обществ и запрещения богослужений. Вольскому старообрядческому обществу запретили пользоваться новой церковью. Старообрядческим общинам было запрещено принимать новых священников и направлять их в другие уезды. В своих донесениях императору Николаю Голицын сообщал, что «старообрядческие монастыри стали притонами разврата и опасных бродячих элементов», часто в их стенах находили приют скрывавшиеся от властей беглецы. Повеление 23 августа 1828 года передавало в руки Голицына и полицейский и хозяйственный надзор над иргизскими монастырями, причем не принявших постриг, по губернаторскому совету, предписывалось сдать в солдаты или выслать. В 1829 году, не выдержав давления, один из пяти монастырей — Нижне-Воскресенский — перешел в единоверие. Подвергались преследованию и простые жители-старообрядцы. Так, в Вольске губернатор созвал 300 раскольников-богачей и принуждал их принять православие, угрожая репрессиями. По мнению С. А. Зеньковского, Голицын «стал пионером преследований старообрядчества при Николае I и что выработанные им методы начали успешно применяться правительством во всероссийском масштабе только лет через 7—10 после изобретения их предприимчивым князем».
Губернаторская карьера Александра Борисовича прервалась после того, как весной 1830 года, узнав о приближающейся эпидемии холеры, он покинул Саратов и уехал в Сибирь. Уже имевший несколько выговоров, «гордонадменный и властолюбивый» князь Голицын был смещён с должности.
В годы недолгого губернаторства Голицына были построены: новый тюремный замок, каменные дома для городских частей с каланчами и поместительными конюшнями и корпус так называемых «желтых казарм».
В феврале 1839 года во Владимирской губернии прошли выборы нового предводителя дворянства, на которых вновь победил князь Александр Борисович Голицын. В номере «Владимирских губернских ведомостей» за 22 апреля 1839 года Александр Герцен информировал своих читателей: «…По прибытии в Губернский город г-на Губернского предводителя дворянства князя А. Б. Голицына значительнейшие жители города Владимира, следуя примеру г. Гражданского губернатора, приветствовали обедами во всю прошедшую неделю нового представителя дворянства, показывая тем искреннюю радость, что выбор пал на столь уважаемого человека. А. Г.».В 1841 году усилиями князя во Владимире был открыт дворянский пансион.
В последние годы большую часть времени проводил в Санкт-Петербурге и своём имении Симы. Для повышения доходности имения князь Александр Борисович устроил в селе винокуренный завод, «на котором в 1853 году выкурено вина на 18,750 рублей серебром», и полотняную фабрику.
Князь Александр Борисович Голицын скончался «от возвратной лихорадки» 20 января 1865 года в Санкт-Петербурге и был похоронен в Сергиевской пустыни рядом с дочерью.

## Брак и дети

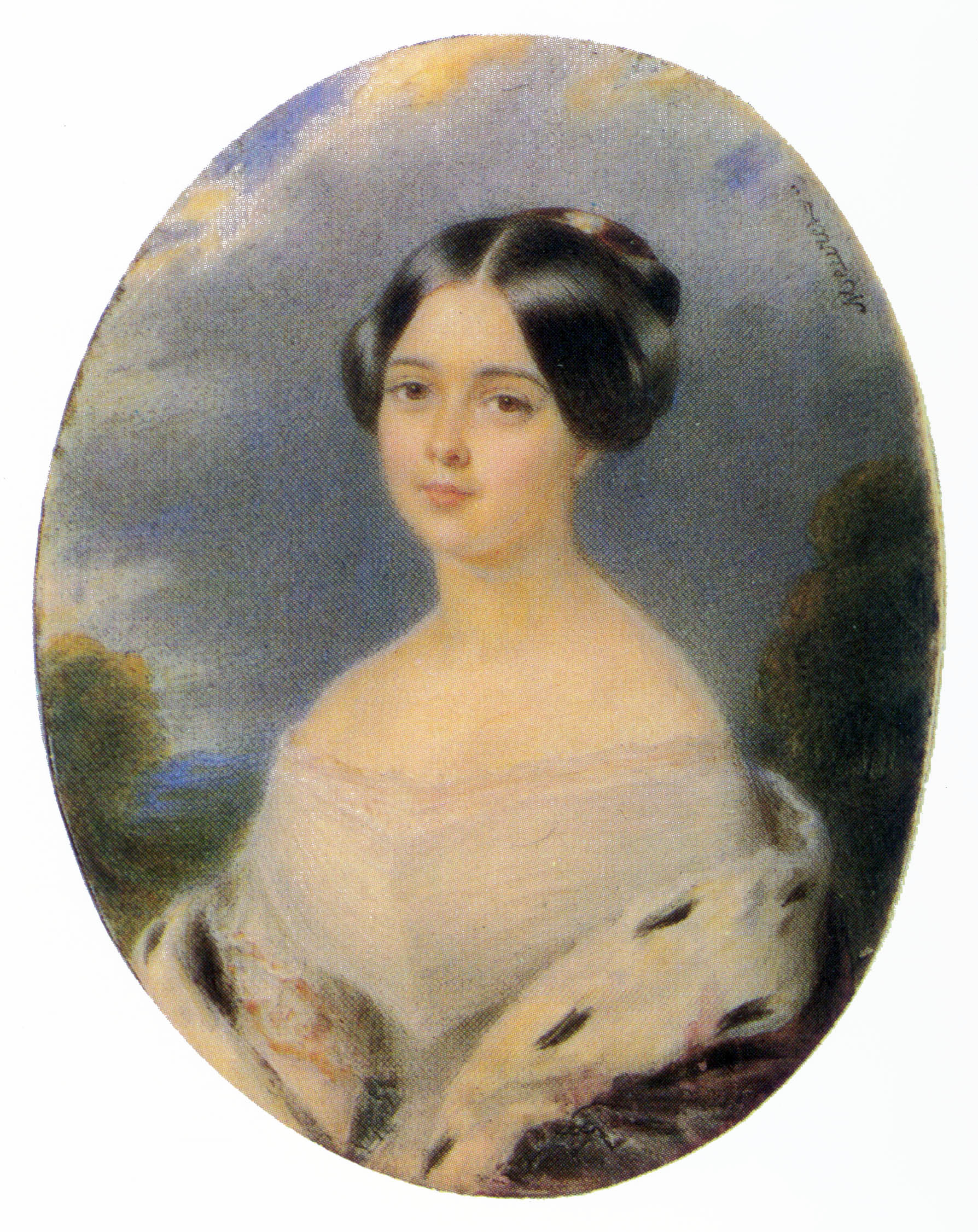
Зинаида Александровна Толь

Жена (с 22 января 1817 года) — Анна Васильевна Ланская (18.08.1793—08.07.1868), фрейлина двора, дочь Василия Сергеевича Ланского от второго брака с Варварой Матвеевной Пашковой. Княгиня Голицына была доброй знакомой Пушкина и графини Д. Фикельмон. По словам последней, она была «разговорчивая, веселая и очень живая особа, не красавица (внешне очень похожая на императрицу Елизавету Алексеевну), но очень симпатичная, добрая, доброжелательная, с горячим сердцем. В обществе держалась, как настоящая европейская дама и общении с ней доставляло истинное удовольствие». Брак её оказался несчастливым, и с мужем своим она жила в разъезде. Похоронена в Сергиевской пустыни рядом с дочерью.
Единственная дочь Зинаида (Зенеида) (22.10.1818—09.06.1845) в мае 1845 года вышла замуж за камер-юнкера графа Константина Карловича Толя (1817—1884), сына генерала К. Ф. Толя, но через месяц после свадьбы скончалась от простуды. В память о молодой графине в церкви Дмитрия Солунского, построенной ещё в 1775 году в Симе, создали придел в честь святой мученицы Зинаиды. Граф Толь пожертвовал храму Евангелие, а также напрестольный крест и богослужебные сосуды, богато украшенные золотом, серебром и драгоценными камнями. Помимо этого отец построил в Симе больницу, которую также назвал в честь дочери Зинаидинской.

## Мемуары
Как и многие офицеры, непосредственные участники военных событий, князь Голицын оставил свои воспоминания — «Записка о войне 1812 года князя А. Б. Голицына», которые сначала были напечатаны в «Военном журнале» за 1859 год с некоторыми сокращениями, а позднее выдержали ещё несколько переизданий. Мемуары ординарца Кутузова, который находился в центре событий, использовались известным историком Александром Михайловским-Данилевским, а также Львом Николаевичем Толстым при создании образа Кутузова в романе «Война и мир».
15 июля 1839 года на страницах газеты «Владимирские губернские ведомости» вышла статья князя Голицына «Торжественное отправление праха князя Петра Ивановича Багратиона на Бородинское поле из села Сима», в котором подробно описывался процесс перенесения останков князя П. И. Багратиона, ранее захороненного в местной церкви.